# ムサシアブミ
ムサシアブミ（武蔵鐙、学名 Arisaema ringens）はサトイモ科テンナンショウ属の多年草。別称「由跋（ユハツ）」、古くは「加岐都波奈（かきつばな）」とも呼ばれていた。

## 特徴
地面から立ち上がる第一の葉柄の途中から二番目の葉柄が分岐し、その途中から花柄が伸びる。葉柄上端には先が細くなった三枚の葉（小葉）をつける、つまり3出複葉である。花柄は葉柄よりも短い。花（仏炎苞）の形が鐙に似ていること、武蔵の国でつくられた鐙が良質であったことから武蔵鐙と呼ばれるようになった。仏炎苞が枯れて剥がれ落ちるとトウモロコシ状の果実が出てくる。果実は秋になると真っ赤に熟しよく目立つ。
しかし、果実を含め全草にシュウ酸カルシウムを含む有毒草であり、少量を口にしただけでも短時間で強い痺れや痛みを引き起こすため、食用にはできない。

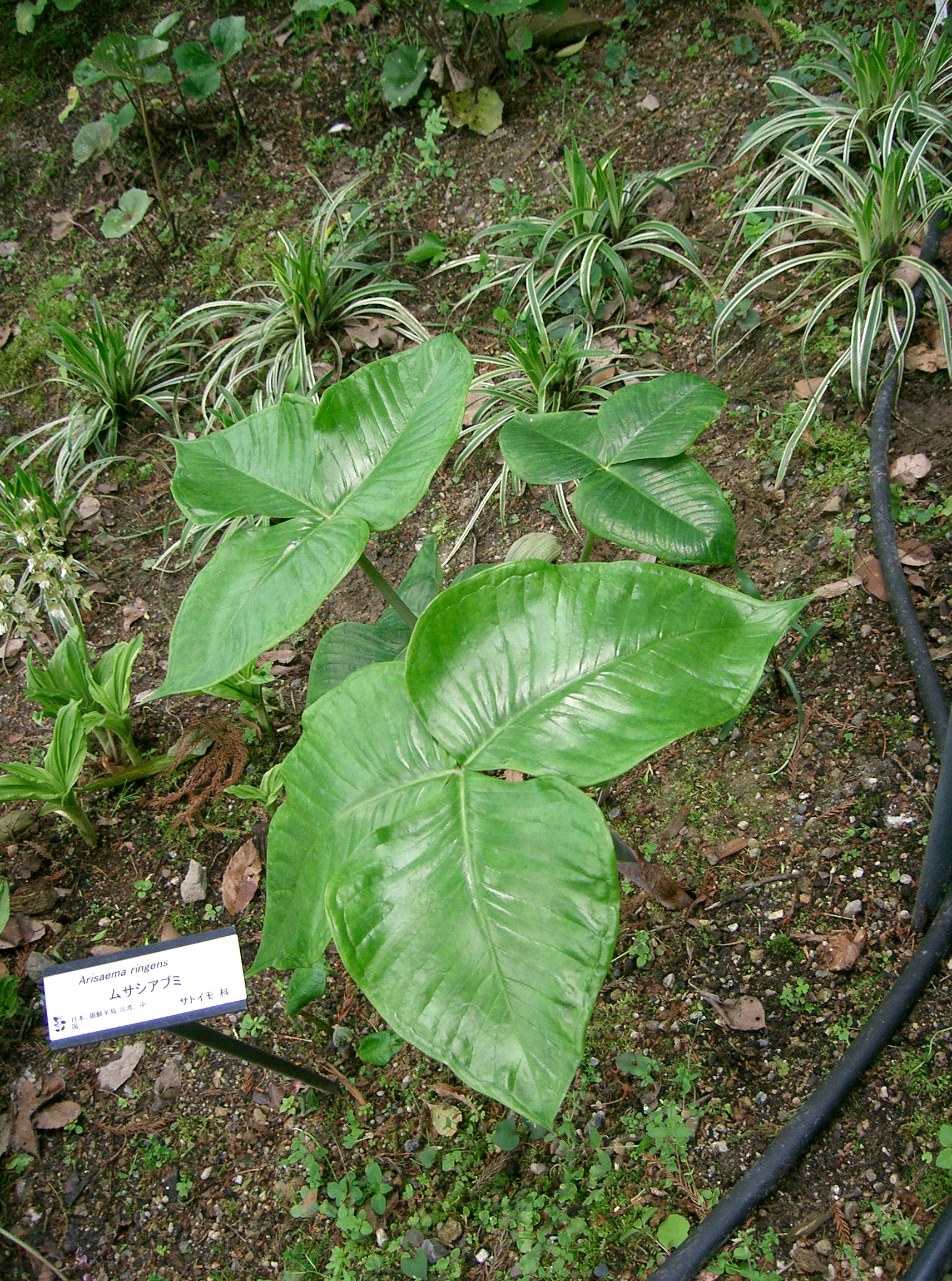
葉は三出複葉。
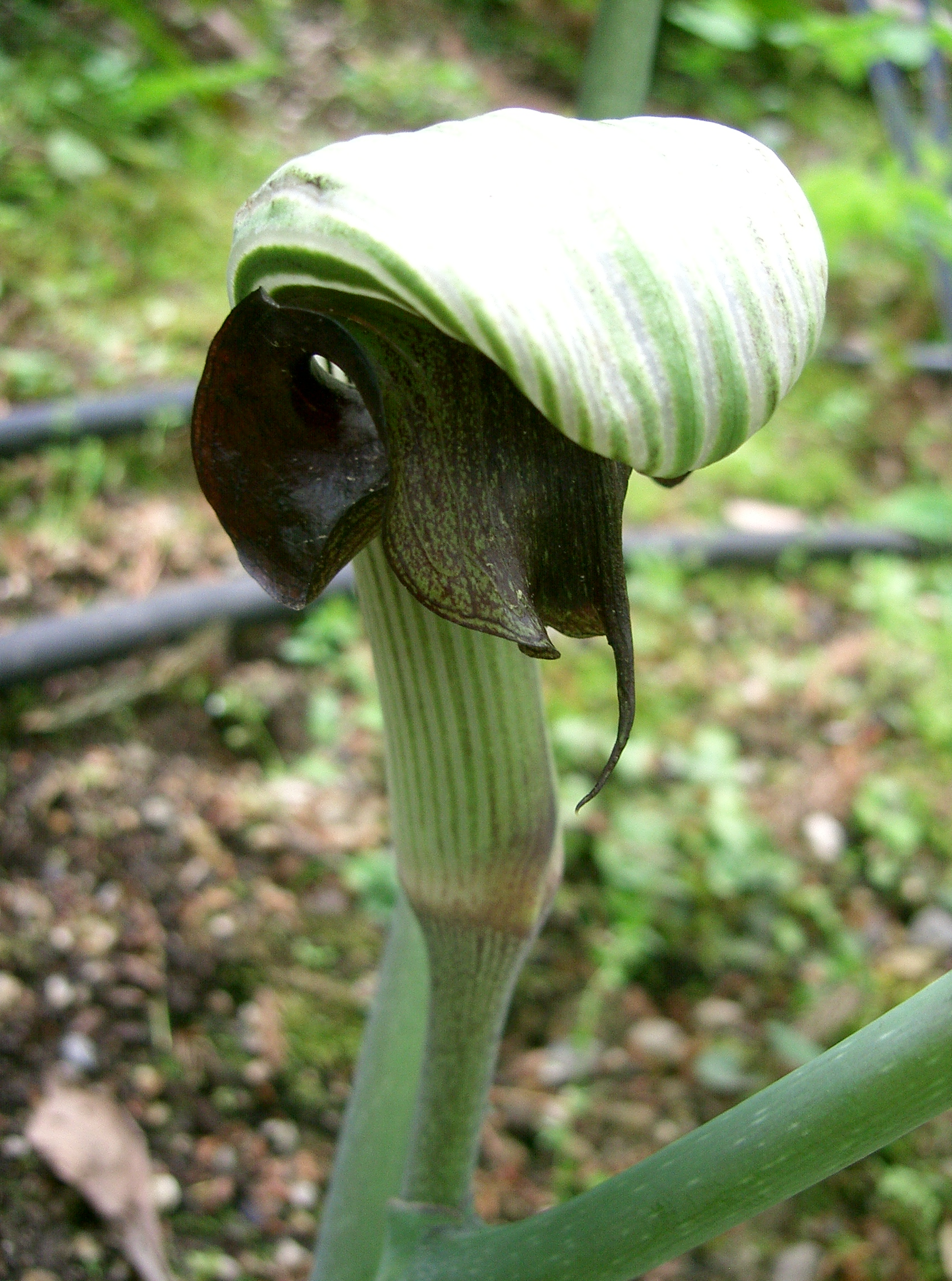
花。見えているのは仏縁苞の背面。
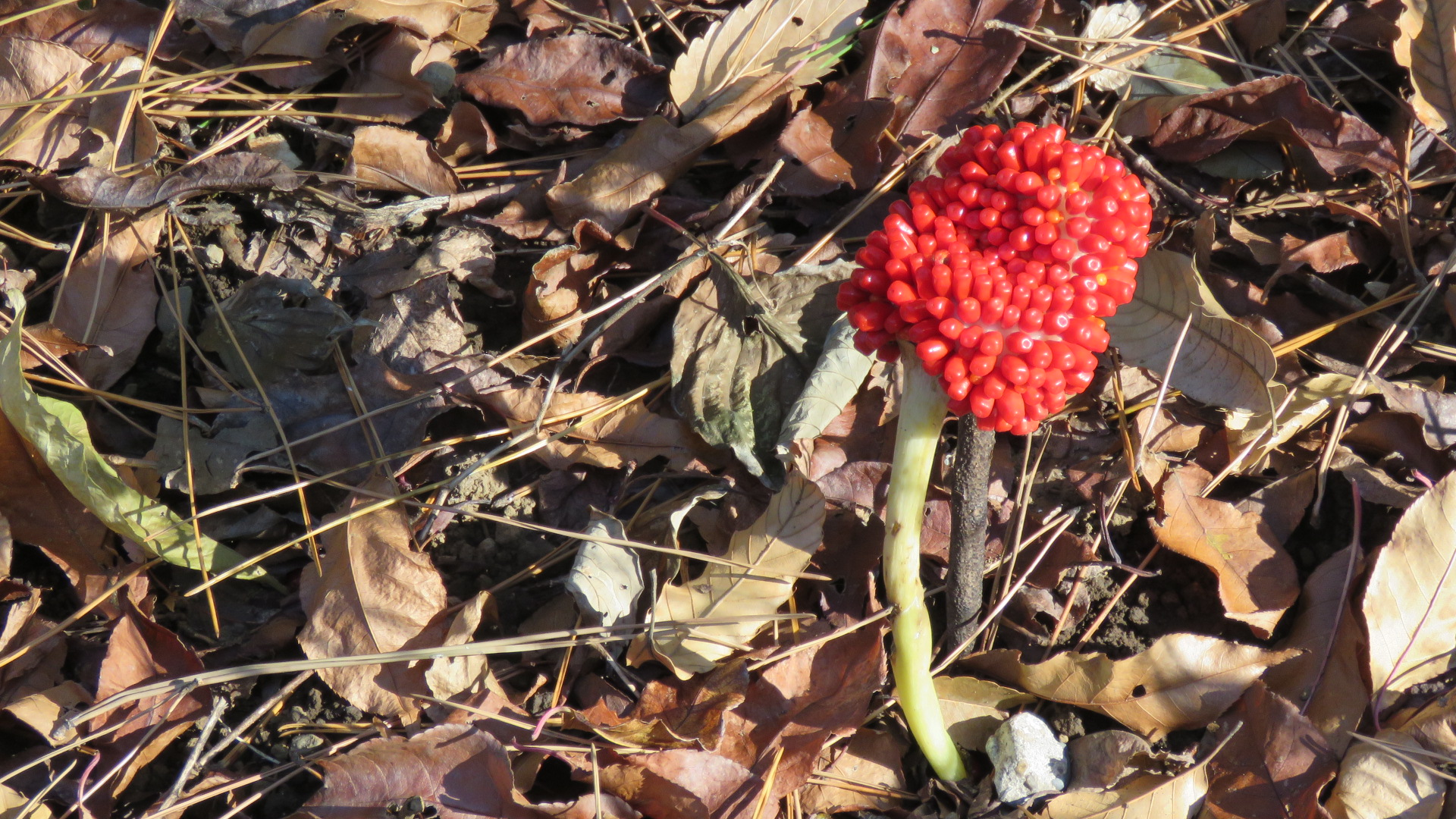
赤く熟した実。

## 分布
関東以西、四国、九州、沖縄に分布する。